# Plovdiv
Plovdiv (búlgaro: Пловдив) é uma cidade da Bulgária localizada no distrito de Plovdiv. É a segunda cidade do país em população total, com 378 107 em 2007. Situada às margens do rio Maritsa, a cidade é um importante centro econômico, de transportes, cultural e educacional.
Plovdiv foi a Capital Europeia da Cultura em 2019, ao lado de Matera, Italia.

## Geografia
Plovdiv localiza-se no centro da planície da Trácia. É dividida pelo maior rio do sul da Bulgária, o Maritsa. Somente um dos seis distritos da cidade situa-se na margem norte do rio, e a maior parte da cidade fica na margem sul.

### Clima
O clima de Plovdiv é temperado, típico do sul da Europa, com forte influência do Mediterrâneo. Os verões são geralmente quentes e secos. Já os invernos podem ter influências tanto do Mediterrâneo quanto do frio da Sibéria, algumas vezes com elementos de ambos. A temperatura média anual é de 12,4°С, sendo a média do mês de Julho (verão no Hemisfério Norte) de 30,3°С, e a média no inverno é de 6.5°С.

## História
A história de Plovdiv remonta há 6000 anos, muito antes de Atenas ou Roma, o que a torna uma das cidades europeias que continuamente habitadas durante mais tempo. Conhecida como Eumolpia, no ano 342 a.C. foi conquistada pelo rei Filipe II da Macedônia, pai de Alexandre, o Grande, que mudou o nome da cidade para Filipópolis. Mais tarde tornou independente sob o domínio dos trácios, que a denominaram Pulpudeva até que foi incorporada ao Império Romano. Seu nome mudou para Trimonte ("Cidade das três colinas") e se tornou a capital da província de Trácia. Ainda pode-se encontrar numerosos restos romanas na cidade.  Durante a Quarta Cruzada, ali foi estabelecido o Ducado de Filipópolis.

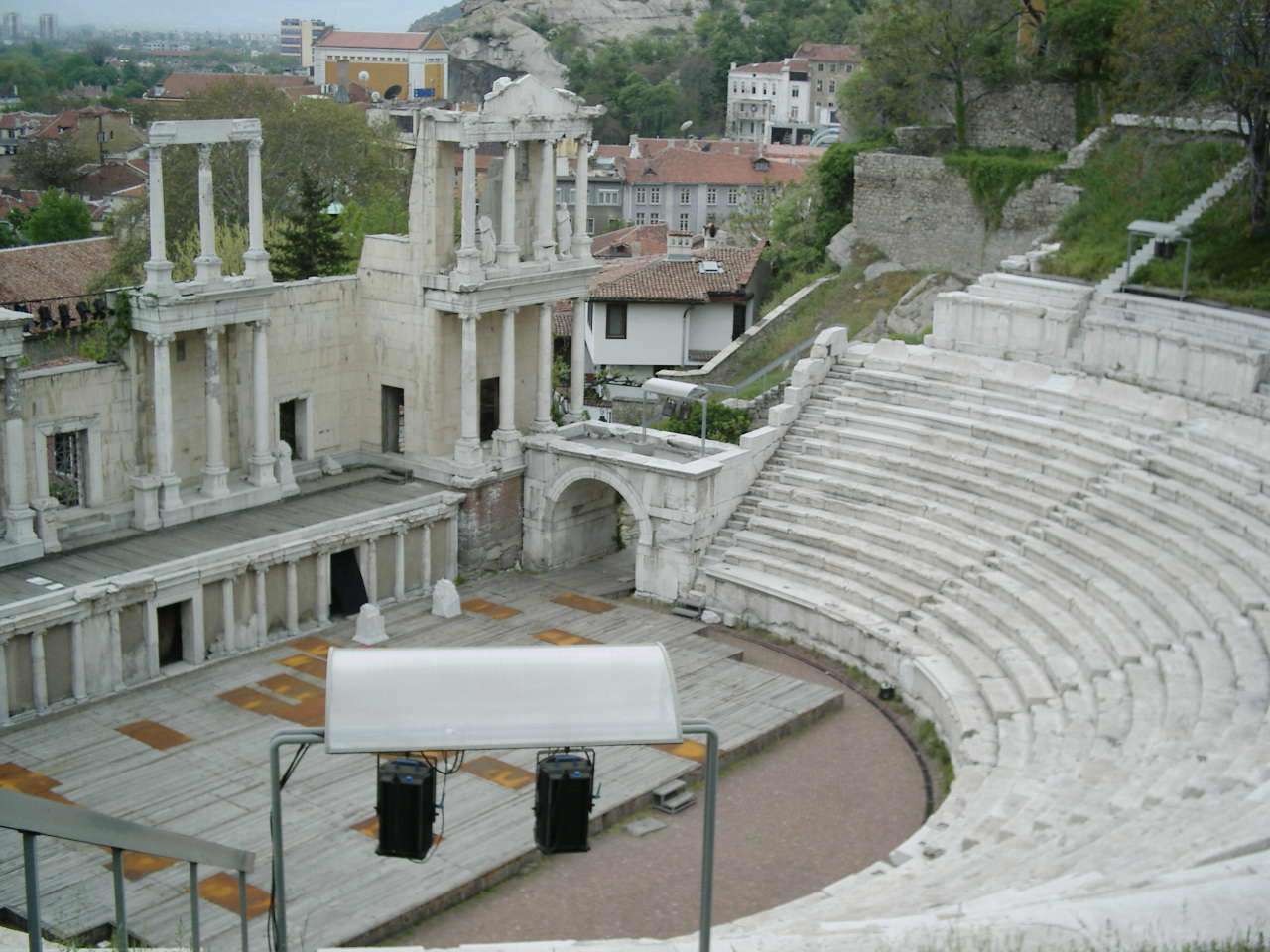
Anfiteatro Romano em Plovdiv.

Os eslavos tomaram a cidade no século VI e a chamaram Puldin. Os búlgaros a conquistaram no ano 815. O nome Plovdiv aparece pela primeira vez no século XV.
Sob o governo otomano, Plovdiv foi um importante centro dos movimentos nacionalistas búlgaros e a primeira imprensa em idioma búlgaro se estabeleceu nessa cidade. A cidade foi liberada dos otomanos na Batalha de Plovdiv em 1878. Plovdiv tornou-se a capital da região semi-independente de Rumelia do Leste até que a zona se uniu finalmente à Bulgária em 1885.
Durante o período de governo comunista que se estabeleceu no país a partir do final da Segunda Guerra Mundial, Plovdiv foi o centro de diversos movimentos democráticos que derrubaram finalmente o regime pró soviético em 1989.

## Galeria

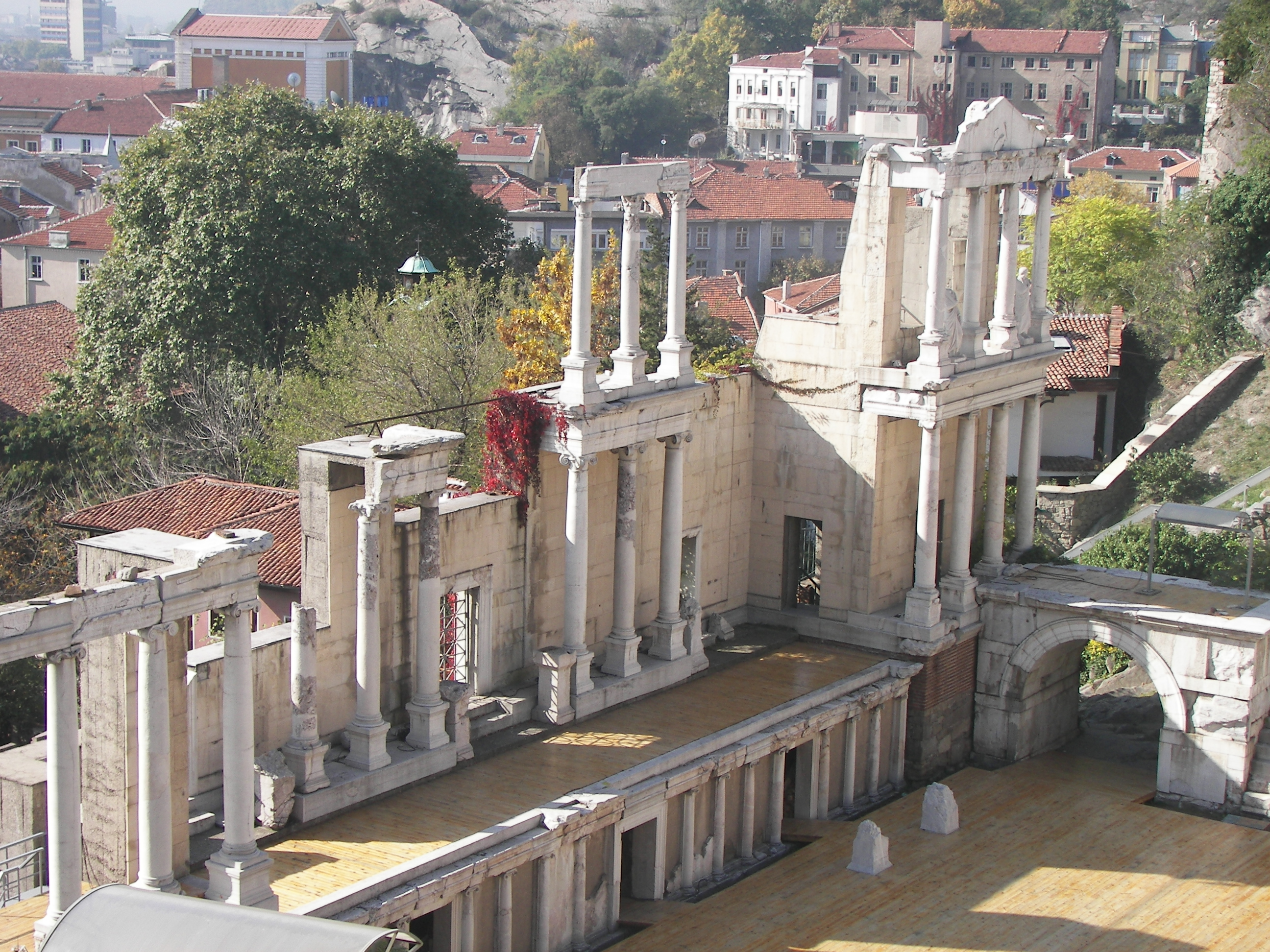
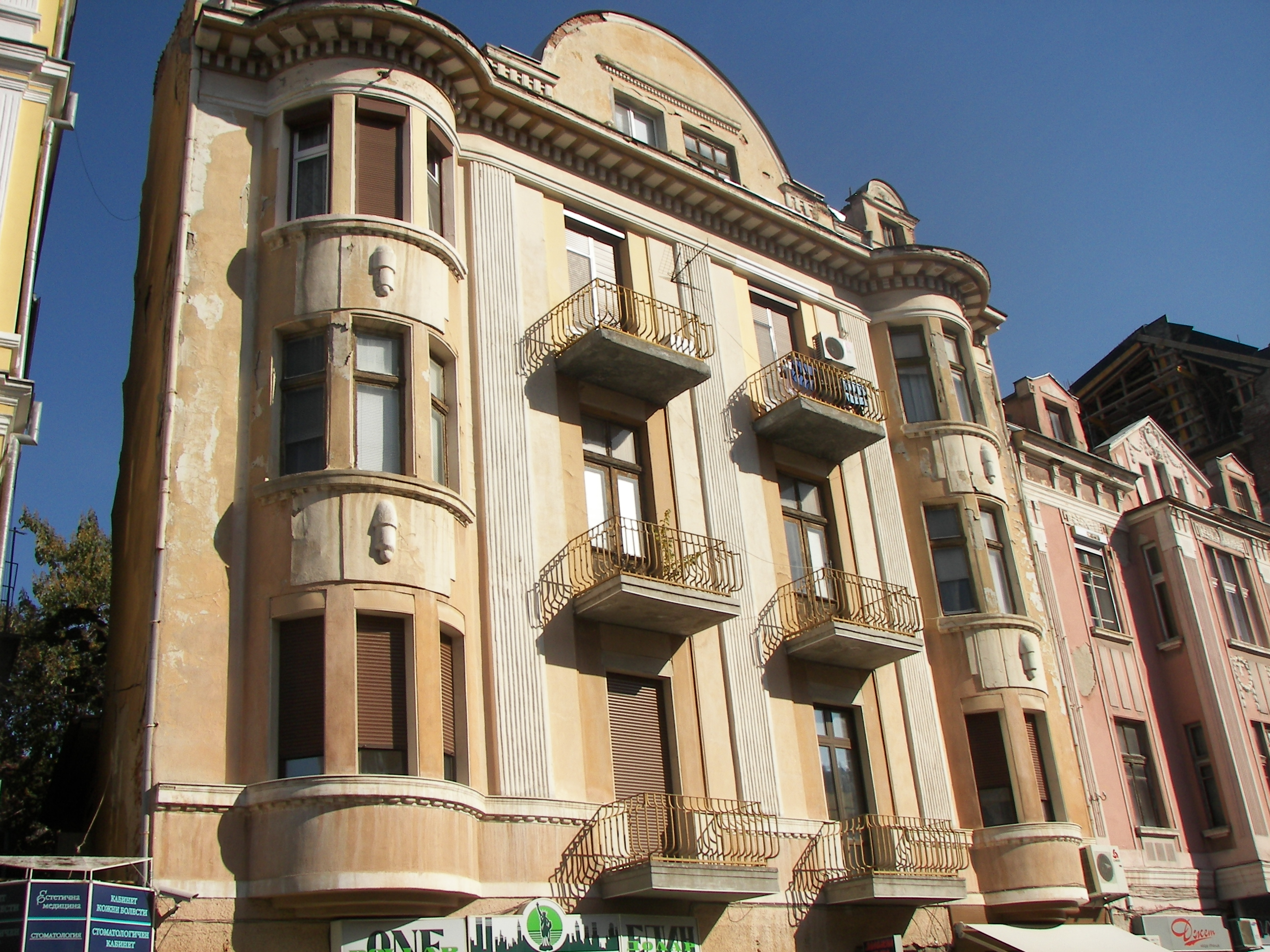
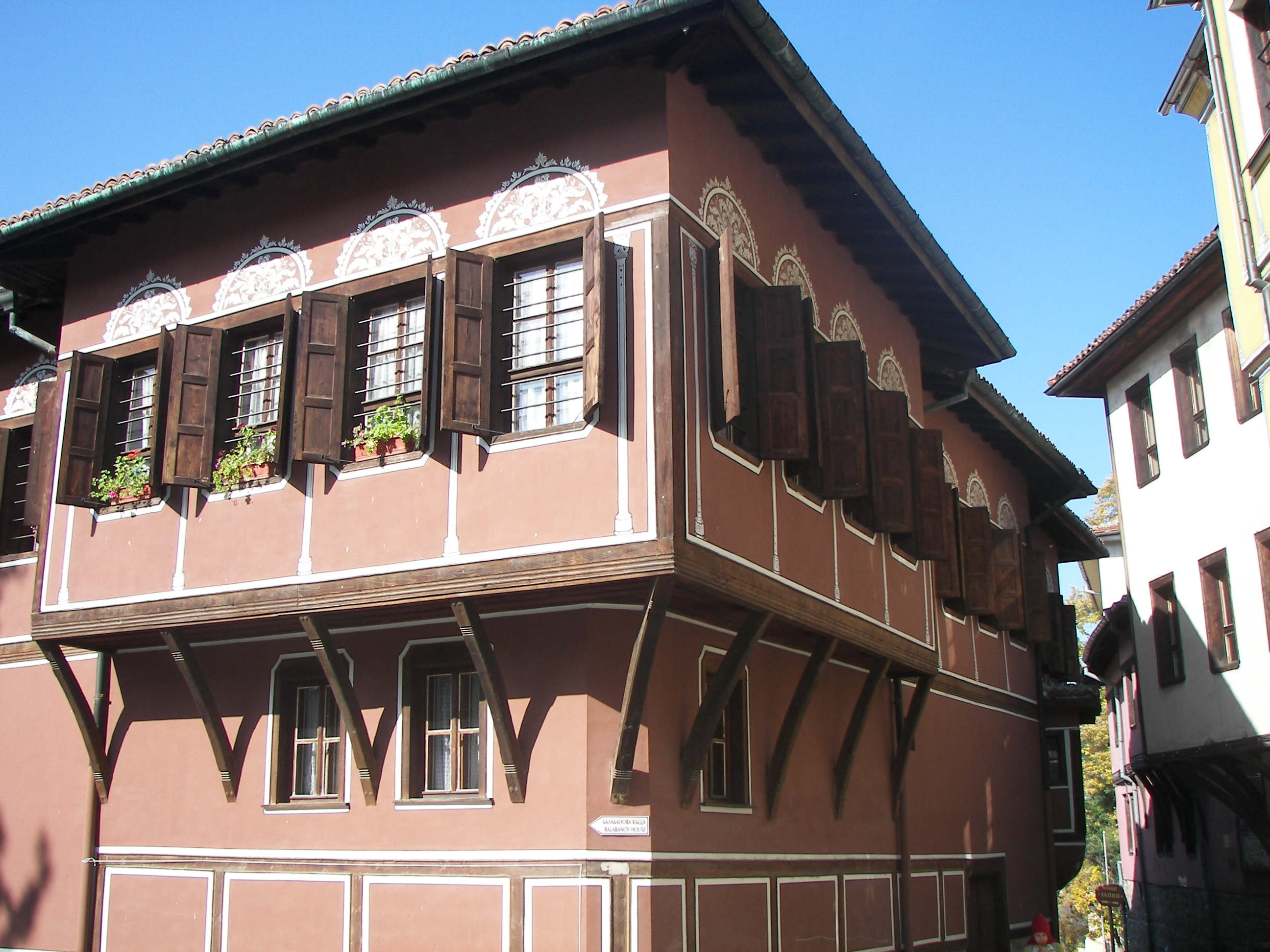
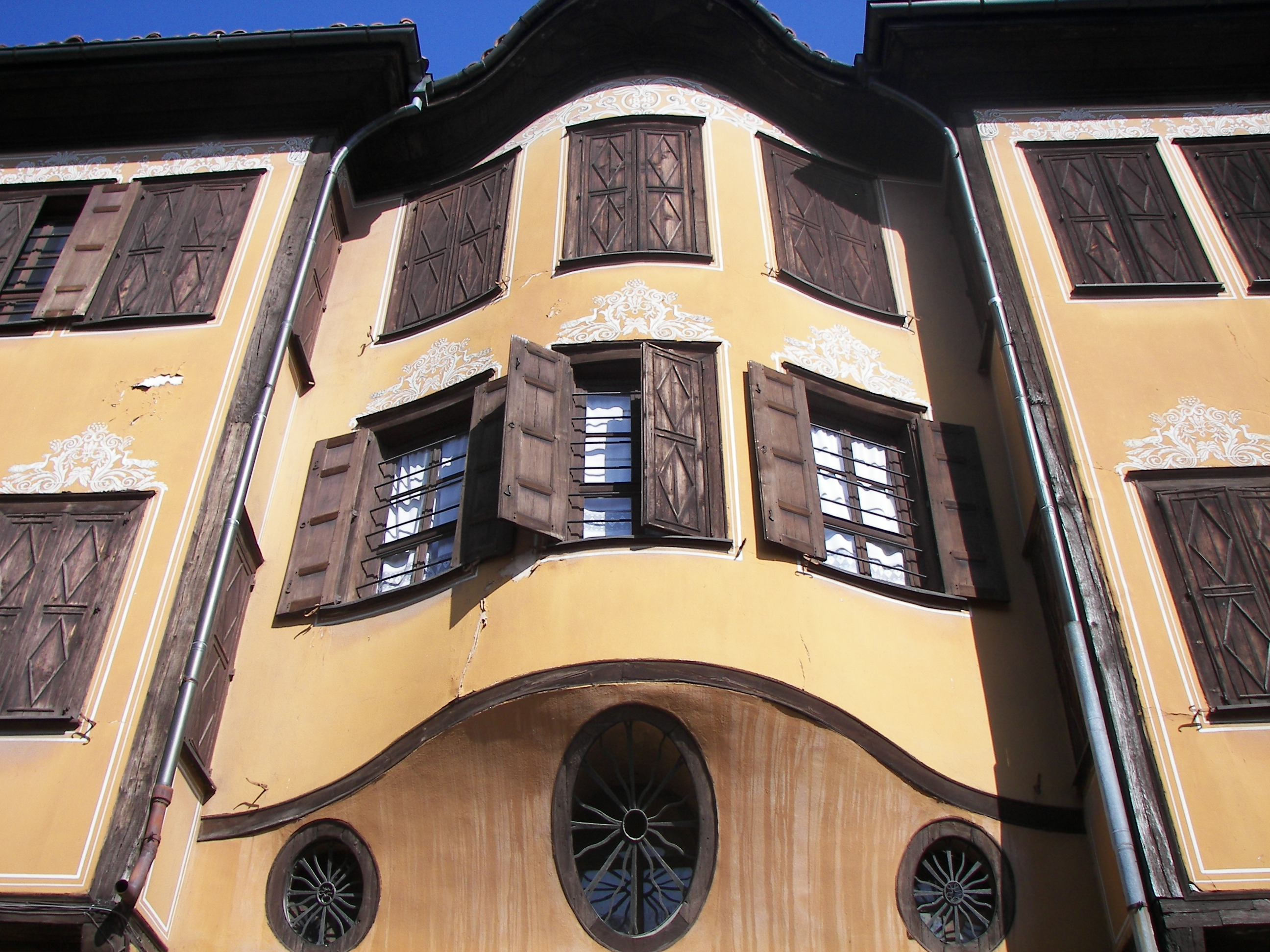

## População
| Plovdiv | Plovdiv | Plovdiv | Plovdiv | Plovdiv | Plovdiv | Plovdiv | Plovdiv | Plovdiv | Plovdiv | Plovdiv | Plovdiv | Plovdiv | Plovdiv | Plovdiv | Plovdiv | Plovdiv | Plovdiv | Plovdiv | Plovdiv |
| --- | ------- | ------- | ------- | ------- | ------- | ------- | ------- | ------- | ------- | ------- | ------- | ------- | ------- | ------- | ------- | ------- | ------- | ------- | ------- |
| Ano | 1887    | 1910    | 1934    | 1946    | 1956    | 1965    | 1975    | 1985    | 1992    | 2001    | 2002    | 2003    | 2004    | 2005    | 2006    | 2007    | 2008    | 2009    | 2010    |
| População |         |         |         | 126,563 | 161,836 | 222,508 | 299,638 | 342,131 | 341,058 | 338,224 | 340,122 | 340,475 | 340,320 | 341,464 | 341,873 | 343,662 | 345,249 | 347,600 | 348,465 |
| Fontes: Instituto Nacional de Estatísticas, „citypopulation.de“, „pop-stat.mashke.org“, Bulgarian Academy of Sciences |         |         |         |         |         |         |         |         |         |         |         |         |         |         |         |         |         |         |         |

## Cidades irmãs
| - Brno, República Tcheca. - Colúmbia, Estados Unidos. - Daegu, Coreia do Sul. - Gyumri, Armênia. - Jidá, Arábia Saudita. - Istambul, Turquia. - Ivanovo, Rússia. | - Košice, Eslováquia. - Kumanovo, Мacedônia. - Kutaisi, Geórgia. - Leskovac, Sérvia. - Luoyang, China. - Ohrid, Macedônia. - Okayama, Japão. | - Petra, Jordânia. - Poznań, Polônia. - Roma, Itália. - São Petersburgo, Rússia. - Tessalônica, Grécia. - Valencia, Venezuela. |